# Swilda
Genre
Swilda est un genre d'araignées aranéomorphes de la famille des Symphytognathidae.

## Distribution
Les espèces de ce genre sont endémiques de  Chine.

## Liste des espèces
Selon World Spider Catalog (version 22.5, 01/12/2021) :
- Swilda longtou (Miller, Griswold & Yin, 2009)
- Swilda spinathoraxi (Lin & Li, 2009)

## Étymologie
Ce genre est nommé en l'honneur de Swild Studio.

## Publication originale
- Li, Li & Lin, 2021 : « Taxonomic study on fourteen symphytognathid species from Asia (Araneae, Symphytognathidae). » ZooKeys, no 1072, p. 1-47 (texte intégral).